# Huizachal, San Luis Potosí
Huizachal är en ort i Mexiko.   Den ligger i kommunen Tierra Nueva och delstaten San Luis Potosí, i den centrala delen av landet, 290 km nordväst om huvudstaden Mexico City. Huizachal ligger 1 781 meter över havet och antalet invånare är 160.
Terrängen runt Huizachal är kuperad österut, men västerut är den platt. Runt Huizachal är det glesbefolkat, med 19 invånare per kvadratkilometer. Närmaste större samhälle är Tierranueva, 2,6 km sydost om Huizachal. Trakten runt Huizachal består i huvudsak av gräsmarker.